# Rubus sendtneri
Rubus sendtneri är en rosväxtart som beskrevs av Prog.. Rubus sendtneri ingår i släktet rubusar, och familjen rosväxter. Inga underarter finns listade i Catalogue of Life.